# Онлайн-урегулирование споров
Онлайн-урегулирование споров (англ. Online dispute resolution, ODR) — совокупность методов урегулирования споров (конфликтов) с применением Интернет-технологий. Западными юристами и практиками ODR рассматривается как онлайн-эквивалент методов альтернативного урегулирования споров (ADR), включающих в себя переговоры, медиацию, Третейский суд, или сочетание этих трёх подходов. Внедрение инновационных технологий, включая Интернет-технологии, позволяет значительно расширить возможности этих традиционных процедур.
Онлайн-урегулирование может быть применено для разрешения широкого спектра проблем — от межличностных споров, в том числе потребительских споров (C2C), до межгосударственных конфликтов. Большой потенциал онлайн-урегулирование имеет для разрешения конфликтов в сфере электронной коммерции.
Наибольшее распространение онлайн-урегулирование споров имеет в США. По данным на 2003 год, из 76 сайтов организаций, оказывающих эти услуги, 43 приходилось на США, 4 — на Канаду, 20 — на Европу, 5 -на Австралию, и 4 — на другие страны.

## Определения онлайн-урегулирования споров
Онлайн-урегулирование споров (ОУС) — процедуры, появившиеся как синергетический эффект от взаимодействия между методами альтернативного урегулирования споров и информационно-коммуникационными технологиями (ИКТ). ОУС возникли как метод разрешения споров, возникавших в процессе взаимодействия различных людей и организаций в Интернете, для которых традиционные средства урегулирования споров оказывались неэффективными. ИКТ, внедряемые в процедуры урегулирования конфликтов, американские исследователи Кац и Рифкин назвали «Четвертой стороной»: в дополнение к двум (или более) участникам конфликта и третьей нейтральной стороны (медиатора), технологии выступают в качестве четвёртого участника процесса. «Четвёртая сторона» может быть использована для решения многих задач, повышающих эффективность процесса урегулирования конфликта и снижения стоимости урегулирования, таких как упорядочение информации, назначение встреч, контроль расписания, автоматическая рассылка по электронной почте, блокирование нежелательной информации (например, нецензурной брани).

### Альтернативные определения онлайн-урегулирования споров
В настоящее время онлайновые методы урегулирования конфликтов в англоязычной практике обозначаются различными терминами, что нередко приводит к путанице, особенно для тех, кто не знаком с этим направлением альтернативного урегулирования споров. В частности, используются следующие формулировки:
- Интернет-разрешение споров — (англ. Internet Dispute Resolution (iDR))
- Электронное разрешение споров — (англ. Electronic Dispute Resolution (eDR))
- Электронное альтернативное урегулирование споров — (англ. Electronic ADR (eADR))
- Онлайновое альтернативное урегулирование споров — (англ. Online ADR (oADR)).

Наиболее используемым англоязычным термином в последние годы является «онлайн-урегулирование споров» (англ. Online dispute resolution (ODR)).
Неясно, приведёт ли развитие ИКТ к выделению онлайн-урегулирования споров (ОУС) в самостоятельное направление (дисциплину), или же ОУС будет оставаться не более чем инструментом для офлайновых процедур альтернативного урегулирования споров. Наиболее перспективным представляется рассматривать ОУС как междисцисплинарную сферу разрешения споров.
Технологии онлайн-урегулирования споров могут быть применены к различным процедурам урегулирования — как к судебным, так и альтернативному урегулированию споров.

## Процедуры онлайн-урегулирования споров

### Судебные процедуры онлайн

#### Интернет-арбитраж
Как правило, интернет-арбитраж применяется при решении более простых коммерческих споров.

## Практика онлайн-урегулирования споров

### Онлайн-урегулирование споров в США
Процедуры онлайн-урегулирования споров в США применяются с 1996 года и получили широкое распространение, особенно в урегулировании споров по поводу распределения доменных имен. Самым наглядным примером является Политика разрешения споров в области доменных имён (англ. Uniform Domain Name Dispute Resolution Policy, (UDRP)), разработанная ICANN. UDRP представляет собой прозрачный глобальный процесс онлайн-урегулирования споров, который позволяет владельцам торговых марок эффективно бороться с киберсквоттингом. UDRP используется для разрешения споров между владельцами товарного знака и теми, кто зарегистрировал доменное имя в недобросовестных целях (с целью перепродажи либо незаконного использования репутации торговой марки). Компании, использующие UDRP, добились успеха в более чем 30 тысячах споров по поводу доменных имён. Это положительно сказывается на развитии электронной коммерции, поскольку способствует росту уверенности клиентов из-за снижения количества мошеннически зарегистрированных доменных имен.
В США в 2001 году вступил в силу единый закон о медиации (Uniform Mediation Act), который по факту объединил 2,500 различных законов, регулировавших процедуры медиации в разных штатах.

### Онлайн-урегулирование споров в Европейском Союзе
Европейская комиссия разработала Европейскую Процедуру урегулирования малых претензий (ESCP), которая вступила в силу для всех членов Европейского Союза с января 2009. Эта процедура предусмотрена для разрешения трансграничных споров, в которых размер претензий не превышает 2 тысяч евро. Согласно ESCP, урегулирование осуществляется в письменной форме при использовании информационно-коммуникационных технологий (электронная почта, видеоконференций и т. д.).
Положения ESCP является рекомендательными, а не директивными, и государства-члены ЕС разрабатывают собственные правовые нормы онлайн-урегулирования споров. Тем не менее, ESCP задаёт определённую рамку, которая будет способствовать внедрению онлайновых судебных процедур, а также повышать в целом уровень доверия к альтернативному урегулированию споров.

### Онлайн-урегулирование споров в Азии
В Индии процедуры онлайн-урегулирования споров находятся на зачаточном этапе, но использование их постепенно приобретает популярность. С принятием в 2000 году Закона об информационных технологиях (англ. Information Technology Act) электронная коммерция и технологии электронного правительства в Индии обрели правовую основу. Были внесены изменения в арбитражное законодательство, и теперь индийский закон об арбитраже 1996 гармонизирован со стандартами модели UNCITRAL, а гражданский процессуальный кодекс 1908 года модифицирован в плане введения процедур альтернативного урегулирования споров.

### Онлайн-урегулирование споров в России
В России онлайн-медиация находится в зачаточном состоянии. На сегодняшний день лишь небольшая часть компаний рунета предлагают подобную услугу. Во многом это объясняется тем, что и классические варианты медиации в России пока недостаточно востребованы в сравнении с Западом. Президент научно-методического центра медиации и права Ц. А. Шамликашвили выразила сомнение в эффективности онлайн-медиации как таковой.

## Национальные и международные организации в сфере онлайн-урегулирования споров
- Национальный центр технологий и разрешения споров[12];
- Министерство торговли США и Федеральная комиссия США по торговле;
- Канадская рабочая группа по электронной коммерции и потребителям[13];
- Австралийский национальный консультативный совет по альтернативному разрешению споров (NADRAC)[14];
- Альянс за глобальный бизнес[15];
- Глобальный бизнес-диалог по электронной коммерции;
- Международная организация потребителей;
- Европейский союз потребителей (BEUC);
- Международная торговая палата (ICC);
- Американская ассоциация юристов[16].

## Программное обеспечение для процедур онлайн-урегулирования споров
Ведущим поставщиком программных решений для процедур онлайн-урегулирования споров до настоящего времени была американская компания SquareTrade, которая в 2000 году вывела на рынок свой первый онлайновый сервис для разрешения конфликтов между участниками рынка электронной коммерции. Первым клиентом этой компании стал известный онлайновый аукцион eBay, впоследствии SquareTrade заключила контракты на предоставление услуг онлайн-урегулирования споров с рядом других игроков рынка электронной коммерции — Amazon.com, Cutchfield, eCost, Buy.com, Woot, Vanns, Abt и другими.
Сервисы SquareTrade не содержали опций для урегулирования споров между пользователями и владельцами eBay, и предназначались только для урегулирования споров между продавцами и покупателями eBay. Решения SquareTrade предлагают два уровня разрешения споров: помощь в переговорах и медиация. За последние несколько лет с помощью сервисов SquareTrade было разрешено несколько миллионов споров в 120 странах на 5 языках.
На рынок выходят другие разработчики специализированного программного обеспечения для процедур ODR, в частности, компания Qualtrust.
Кац и Винг описывают используемую National Mediation Board программу STORM (Simple Tools for Online Resolution and Mediation).